# David Birnie
David Birnie (* 1951; † 7. Oktober 2005) war ein australischer Serienmörder, der zwischen dem 6. Oktober und dem 4. November 1986 unter Mithilfe seiner Frau Catherine Birnie in Willagee, einem Vorort von Perth, vier junge Frauen und ein Mädchen im Alter zwischen 15 und 35 Jahren tötete. Von der Presse wurden die Taten als „Moorhouse-Morde“ behandelt.

## Leben
Birnie hatte mehrere jüngere Geschwister. Die Eltern, beide Alkoholiker, ließen sich scheiden, als er zehn Jahre alt war. Da kein Elternteil das Sorgerecht beanspruchte, wurde er ein Mündel des Staates. In den frühen 1960er Jahren verlor er einen Job als Aushilfsjockey, weil er sich einer Kundin nur mit einer Strumpfhose über dem Kopf bekleidet genähert hatte. Als Heranwachsender saß er wegen verschiedener Straftaten mehrere kürzere Freiheitsstrafen ab. Als Erwachsener galt er als sex-  und pornografiesüchtig. Vor seiner Ehe mit Catherine war er bereits einmal verheiratet gewesen.

## Prozess
Birnie bekannte sich des vierfachen Mordes sowie der Entführung und Vergewaltigung des entkommenen fünften Opfers schuldig. Er begründete dies damit, dass dies das Mindeste gewesen sei, was er noch habe tun können. Er wurde nach nur halbstündiger Beratung der Jury zu lebenslanger Haft verurteilt und erhängte sich schließlich in seiner Zelle im Casuarina Prison.